# Attagenus rufipennis
Attagenus rufipennis là một loài bọ cánh cứng trong họ Dermestidae. Loài này được LeConte miêu tả khoa học năm 1859.